# 요시쓰네
《요시츠네》(일본어: 義経 요시츠네[*])는 2005년 1월 9일부터 12월 11일까지 방영된 44번째 NHK 대하드라마이다. 원작자는 미야오 도미코이고 각본은 가네코 나리토가 담당했으며 주연은 다키자와 히데아키가 맡았다. 최고 시청률은 26.9%, 평균 시청률은 19.4%이다.

## 줄거리
헤이지의 난에서 다이라노 기요모리에게 패배한 미나모토노 요시토모의 애첩인 도키와 고젠은 세 명의 자녀를 데리고 교토를 빠져 나갔지만, 그의 어머니가 다이라 가문에게 붙잡혀 있다는 사실을 알고 기요모리의 앞에 출두한다. 기요모리는 도키와가 막내 아들 우시와카(후의 미나모토노 요시쓰네)와 같이 사는 것을 허락하지만, 기요모리와 도키와의 관계를 정실인 도키코가 알게 되자, 도키와는 기요모리의 곁을 떠나고, 우시와카는 구라마사에서 양육받게 되었다.
우시와카는 기요모리를 자신의 아버지라고 믿고 그가 추구하는 '새로운 나라'를 동경하고 있었으나, 자신이 기요모리의 적 요시토모의 아들임을 알고 경악한다. 성인이 된 우시와카는 자신의 이복형인 미나모토노 요리토모와 함께 다이라 가문과의 전투에 참전한다.
그러나 요시쓰네는 다이라 가문의 사람들을 적으로 돌릴 수가 없었다. 그리고 같은 가문의 기소 요시나카와 싸우지 않으면 안되었다. 요시쓰네는 형인 요리토모와의 정을 추구하지만, 요리토모는 무가정권의 지도자로서 실리를 중요시하고 그 때문에 형제의 사이는 서서히 벌어진다.

## 작품의 개요
미나모토노 요시쓰네가 NHK 대하드라마의 소재가 된 것은 1966년 《미나모토노 요시쓰네》이후 2번째로서, 원작자인 무라카미 겐조가 자료를 제공하였다. 이 드라마의 원작은 2001년에 발표된 미야오 도미코의 《미야오판 다이라 가문 이야기》, 《요시쓰네》이고, 이 작가의 작품이 대하드라마로 각색된 것은 이번이 처음이다. 다이라 가문의 이야기 부분은 다이라노 기요모리와 그의 처 도키코를 중심으로 묘사되는데, 도키코와 도키와고젠의 관계, 무네모리와 기요모리의 부자간의 갈등 등이 묘사되었다.
다키자와 히데아키가 대하드라마에 출연한 것은 1999년 《겐로쿠요란》이후 2번째이다. 또한 이시하라 사토미, 나카고시 노리코, 도다 나호, 다카노 시호 등 NHK 연속 TV 소설의 여주인공 출신 배우들이 대거 출연하였다. 그 밖에 중견 배우, 젊은 배우, 코미디언, 아이돌에 이르기까지 출연진들의 폭이 다양하다.

## 등장인물

### 요시츠네와 주변 인물들

#### 주인공
- 우시와카→샤나오→미나모토노 요시쓰네: 다키자와 히데아키(유년기: 가미키 류노스케)

#### 요시츠네를 따르는 자들
- 무사시보 벤케이: 마쓰다이라 겐
- 이세 사부로(이세 요시유키): 난바라 기요타카
- 스루가 지로: 우지키 쓰요시
- 기산타: 이토 아쓰시
- 사토 다다노부: 가이토 겐
- 사토 쓰구노부: 미야우치 아쓰시
- 와시오 사부로→와시오 요시히사: 하세가와 도모하루

#### 요시츠네를 둘러싼 사람들
- 우쓰보: 우에토 아야
- 시즈(시즈카 고젠): 이시하라 사토미
- 도키와: 이나모리 이즈미
- 미나모토노 요시토모: 가토 마사야
- 가네우리 기치지: 이치카와 사단지(4대)
- 아카네: 만다 히사코
- 가쿠니치릿시: 시오미 산세이
- 기이치 호겐: 미와 아키히로
- 치도리: 나카지마 도모코
- 마고메: 다카노 시호
- 이소노 젠지: 도코시마 요시코
- 모에(사토 고젠): 오노 마치코
- 이마와카: 나카무라 요스케
- 오쓰나카(기엔): 요시카와 후미키

### 겐지

#### 카마쿠라 계열
- 미나모토노 요리토모: 나카이 기이치(소년기: 이케마쓰 소스케)
- 호조 마사코: 자이젠 나오미
- 호조 도키마사: 고바야시 넨지
- 가지와라 가게도키: 나카오 아키라
- 가지와라 가게스에: 오구리 슌
- 미나모토노 노리요리: 이시하라 요시즈미
- 오에노 히로모토: 마쓰오 다카시
- 가메노 마에: 마쓰시마 나호미
- 히키노아마: 니키 데루미
- 도사노보 쇼슌: 무사카 나오마사
- 아다치 모리나가: 구사미 쥰베이
- 오히메: 노구치 마오

#### 키소 계열
- 기소 요시나카: 오자와 요키유시
- 도모(도모에고젠): 고이케 에이코
- 히구치 가네미쓰: 쓰쓰미 다이지로
- 이마이 가네히라: 후루모토 신노스케
- 기소 요시타카(미나모토노 요시타카): 도미오카 료

#### 그 외 겐지 일족 및 무장
- 미나모토노 요리마사: 단바 데쓰로
- 미나모토노 유키이에: 오스기 렌
- 나스노 요이치: 이마이 쓰바사

### 헤이케
- 다이라노 기요모리: 와타리 데쓰야
- 도키코: 마쓰자카 게이코
- 다이라노 시게모리: 가쓰무라 마사노부
- 쓰네코(후지와라노 쓰네코): 모리구치 요코
- 다이라노 도모노리: 아베 히로시(소년기: 모리 세이야)
- 아키코(지부쿄노 쓰보네): 나쓰카와 유이
- 다이라노 무네노리: 츠루미 신고(소년기: 이토 다카히로)
- 다이라노 도쿠코→겐레이몬인: 나카고시 노리코
- 다이라노 시게히라: 호소카와 시게키(소년기: 오카다 게이타)
- 후지와라노 스게코: 도다 나호
- 다이라노 고레모리: 가슈 도시키
- 다이라노 스게모리: 고이즈미 고타로
- 요시코(로노 온가타): 고토 마키(유년기: 야마구치 메구미)

## 제작진
- 원작: 미야오 도미코(《미야오판 헤이케 이야기》, 《요시쓰네》)
- 각본: 가네코 나리토, 가와카미 히데유키(각본제공: 미나베 유키코)
- 음악: 이와시로 다로
- 주제음악연주: NHK 교향악단 (지휘: 블라디미르 아슈케나지)
- 연주: 도쿄 도 교향악단
- 자료제공: 무라카와 겐조, 국립역사민속박물관
- 타이틀 그림: 미야타 마사유키
- 해설자: 시라이시 가요코, 가키누마 가쿠 아나운서
- 시대고증: 오쿠토미 다카유키
- 풍속고증: 후타키 겐이치
- 건축고증: 히라이 기요시
- 의상고증: 고이즈미 기요코
- 제작총괄: 스와베 아키오
- 제작: 가고시마 요시하루
- 연출: 마유즈미 린타로, 기무라 타카후미, 야나가와 츠요시, 이치키 마사에, 오오제 마사타카, 오스기 타로

## 방영일정과 시청률
- 제1회와 최종회는 1시간 확대판임.
- 36회는 일본 중의원 선거 특별방송 때문에 일본 지상파에서 19:15부터 20:00까지 방영되었다.
- 국내방영: 채널J

| 각화                                      | 방송일    | 부제목                    | 시청률 |
| ----------------------------------------- | --------- | ------------------------- | ------ |
| 제1회                                     | 1월 9일   | 운명의 아이               | 24.2%  |
| 제2회                                     | 1월 16일  | 나의 아버지 기요모리      | 25.5%  |
| 제3회                                     | 1월 23일  | 겐지의 도련님             | 25.9%  |
| 제4회                                     | 1월 30일  | 구라마의 샤나오           | 23.6%  |
| 제5회                                     | 2월 6일   | 고조의 대교               | 26.9%  |
| 제6회                                     | 2월 13일  | 나의 형 요리토모          | 24.0%  |
| 제7회                                     | 2월 20일  | 꿈의 도읍                 | 23.6%  |
| 제8회                                     | 2월 27일  | 결별                      | 22.2%  |
| 제9회                                     | 3월 6일   | 요시쓰네 탄생             | 24.3%  |
| 제10회                                    | 3월 13일  | 아버지의 모습             | 22.7%  |
| 제11회                                    | 3월 20일  | 폭풍의 전야               | 22.6%  |
| 제12회                                    | 3월 27일  | 교만한 헤이케             | 19.6%  |
| 제13회                                    | 4월 3일   | 겐지의 궐기               | 19.0%  |
| 제14회                                    | 4월 10일  | 잘가라 오슈               | 20.1%  |
| 제15회                                    | 4월 17일  | 형과 아우                 | 21.9%  |
| 제16회                                    | 4월 24일  | 시련의 시간               | 19.9%  |
| 제17회                                    | 5월 1일   | 벤케이의 약점             | 20.7%  |
| 제18회                                    | 5월 8일   | 키요모리 죽음             | 19.0%  |
| 제19회                                    | 5월 15일  | 형에 불평                 | 19.6%  |
| 제20회                                    | 5월 22일  | 가마쿠라의 인질           | 19.7%  |
| 제21회                                    | 5월 29일  | 하자 출진                 | 21.0%  |
| 제22회                                    | 6월 5일   | 운명의 죠라쿠             | 21.7%  |
| 제23회                                    | 6월 12일  | 쿠로와 요시나가           | 18.9%  |
| 제24회                                    | 6월 19일  | 동란의 도읍               | 20.9%  |
| 제25회                                    | 6월 26일  | 요시나가 최후             | 19.3%  |
| 제26회                                    | 7월 3일   | 수라의 길로               | 18.7%  |
| 제27회                                    | 7월 10일  | 이치노 타니의 기적        | 19.5%  |
| 제28회                                    | 7월 17일  | 요리토모 비정한           | 16.9%  |
| 제29회                                    | 7월 24일  | 어머니의 유언             | 18.5%  |
| 제30회                                    | 7월 31일  | 소리없이 다가오는 마의 손 | 17.3%  |
| 제31회                                    | 8월 7일   | 가자 야시마로             | 15.3%  |
| 제32회                                    | 8월 14일  | 야시마의 전투             | 16.9%  |
| 제33회                                    | 8월 21일  | 벤케이 달리다             | 18.1%  |
| 제34회                                    | 8월 28일  | 여동생에게 보내는 밀서    | 15.4%  |
| 제35회                                    | 9월 4일   | 결전·단노우라             | 21.1%  |
| 제36회                                    | 9월 11일  | 겐페이 무상               | 18.8%  |
| 제37회                                    | 9월 18일  | 헤이케 마지막 비밀        | 18.4%  |
| 제38회                                    | 9월 25일  | 먼곳의 가마쿠라           | 16.3%  |
| 제39회                                    | 10월 2일  | 눈물의 코시고에죠         | 15.7%  |
| 제40회                                    | 10월 9일  | 피눈물                    | 13.5%  |
| 제41회                                    | 10월 16일 | 형제절연(兄弟絶緣)        | 15.5%  |
| 제42회                                    | 10월 23일 | 가마쿠라의 음모           | 13.5%  |
| 제43회                                    | 10월 30일 | 호리카와 요치             | 15.3%  |
| 제44회                                    | 11월 6일  | 정여 잘 있거라            | 16.5%  |
| 제45회                                    | 11월 13일 | 꿈의 행선지               | 16.3%  |
| 제46회                                    | 11월 20일 | 시즈야, 시즈              | 15.6%  |
| 제47회                                    | 11월 27일 | 아타카의 관계             | 15.0%  |
| 제48회                                    | 12월 4일  | 북쪽 왕자의 죽음          | 16.9%  |
| 제49회 (최종회)                           | 12월 11일 | 새로운 나라로             | 19.7%  |
| 평균 시청률: 19.4%                        |           |                           |        |
| (시청률은 간토 지방·비디오 리서치사 조사) |           |                           |        |

## 같이 보기
| NHK 대하드라마                 | NHK 대하드라마                 | NHK 대하드라마                      |
| 이전 작품                      | 작품명                         | 다음 작품                           |
| ------------------------------ | ------------------------------ | ----------------------------------- |
| 신센구미!（新選組!）〔2004년〕 | 요시츠네（よしつね）〔2005년〕 | 공명의 갈림길（功名が辻）〔2006년〕 |